# Zibolen Endre
Zibolen Endre (Budapest, 1914. június 6. – Budapest, 1999. szeptember 14.) magyar pedagógus, neveléstörténész.
„Vizsgáljatok meg mindent, tartsátok meg a jót, s ha bennetek valami jobb érlelődik, azt tegyétek igazsággal és szeretettel.” Idézte Zibolen Pestalozzit, de az ő életelve is ez volt, Pestalozzit mesterének vallotta. A nemzetközi pedagógiai áramlatokat figyelemmel kísérte és rálátása volt a magyar nevelésügyre, korosztálya jelentős pedagógusainak (köztük Tettamanti Béla, Szokolszky István, Faragó László) értékei nem kerülték el figyelmét, a fiatalokkal türelemmel vitatkozott, sokat lehetett tanulni tőle.
1966-tól a neveléstudományok kandidátusa, 1987-től a neveléstudományok doktora tudományos fokozatot érte el.

## Életpályája
Felsőfokú tanulmányokat Budapesten és Heidelbergben folytatott, 1938-ban szerzett középiskolai tanári oklevelet. 1938-tól Losoncon, majd a pestszentlőrinci gimnáziumban tanított. 1941-ben munkavégzésre  az Országos Közoktatási Tanácshoz rendelték be. 1944-től a Magyar Királyi Testnevelési Főiskolán, 1945-től a Magyar Testnevelési Főiskolán, 1954-től a Pedagógiai Tudományos Intézetben, 1958-tól az Országos Pedagógiai Könyvtár és Múzeumban dolgozott. 1967-ben  az Eötvös Loránd Tudományegyetemen megalapította a Felsőoktatási Kutató Csoportot, amelyet hamarosan átneveztek Felsőoktatási Pedagógiai Kutatóközpontnak, ezen intézmény munkatársa, főmunkatársa, majd igazgatója lett. Közben az MTA Pedagógiai Bizottságában is fontos szerepet töltött be titkárként, tagként, majd 1990-től elnökként.
Az 1956. október 1–6. közt megrendezett Balatonfüredi Pedagógus Konferencia egyik szervezője és előadója volt. Szerkesztésében adták ki 1957-ben a konferencia rövidített jegyzőkönyvét. A következő években, az MTA Pedagógiai Bizottságában igyekezett elérni azt, hogy az ország pedagógusai megismerjék a konferencián történteket, és a füredi platform következetesen érvényesüljön a magyarországi neveléstudományban. – A platform szövegét már 1956 októberében közölte a Köznevelés október 15.-i száma, illetve az Óvodai Nevelés októberi száma. 1957-ben még több publikációban említették, de a teljes szöveg csak a 250 példányban, stencilezett kéziratként a júniusban megjelentetett rövidített jegyzőkönyvben volt ismét olvasható.
Nevéhez fűződik a Magyar Pedagógiai Irodalom és a Köznevelésünk évkönyveinek közreadása. Foglalkoztatta a műszaki felsőoktatás didaktikája, számos matematikai példatár összeállításában működött közre. Az 1976-tól megjelenő pedagógiai lexikonok, s a Magyar életrajzi lexikon számos szócikkének szerzője.

## Munkái (válogatás)
- Szociális érés az iskolában. Budapest, 1939.
- Embernevelés és ipari képzés Pestalozzi pedagógiájában. (Doktori disszertáció.) Budapest, 1964.[5]
- Képességvizsgálatok a felsőoktatási felvételi eljárásában : Magyar Pedagógiai Társaság Felsőoktatási Szakosztálya által 1973. febr. 13-án rendezett vita feldolgozása / [szerk. és bev. Völgyesy Pál.]; [előszó Zibolen Endre].[6] Budapest, 1973.
- Johann Heinrich Pestalozzi. Budapest, 1984.
- Faragó László. Budapest, 1990.
- Nevelésügyünk az önkényuralom korában. Budapest, 1993.

### Szerkesztései (válogatás)
- Balatonfüredi Pedagógus Konferencia: 1956. október 1–6. –  rövidített jegyzőkönyv. Budapest: Pedagógiai Tudományos Intézet – sokszorosított kézirat (1957) – szerk. Szarka József, Zibolen Endre, Faragó László
- Pestalozzi válogatott művei. 1–2. köt. Budapest, 1959.
- Fejezetek a műszaki felsőoktatás didaktikájából / szerkesztette [és a bevezető tanulmányt írta] Zibolen Endre; [írta Szentmártony Tibor et al.]. Budapest, 1980.
- Tehetségmentés az iskolában, 1920–1944 : Az intézményes tehetségkutatás, tehetségvédelem és tehetségfejlesztés irodalma a két világháború között. Budapest, 1986.
- Oktatásügyi kutatások / [szerk. biz. Halász Gábor, Sándor Ernőné, Zibolen Endre]. Budapest, 1986–1988.

## Díjak, elismerések (válogatás)
- Apáczai Csere János-díj (1984)
- Kiss Árpád-díj (1996)